# Chiesa di San Lorenzo da Brindisi
La chiesa di San Lorenzo da Brindisi è una chiesa sconsacrata di Roma, nel rione Ludovisi, in via Sicilia.

## Storia
La chiesa fu costruita nel 1912 dall'architetto Giovanni Battista Milani per i Padri Cappuccini, che vi avevano fatto costruire, annessi alla chiesa, la loro Curia Generalizia ed un Collegio internazionale.
Nel 1968 i Padri Cappuccini abbandonarono il complesso edilizio, che fu venduto ad una società immobiliare, e si trasferirono presso la Chiesa del Corpus Christi. La chiesa, pur conservando esternamente l'aspetto originale, è stata internamente trasformata in sala per congressi.

## Descrizione

### Facciata
La facciata imita lo stile romanico ed è divisa in tre ordini, con portale affiancato da pilastri, ed archi. La lunetta del portale è decorata con un bassorilievo del Chini raffigurante Gesù tra San Francesco e San Domenico, mentre quella in stucco della trifora soprastante raffigura L'Eucaristia fiancheggiata da pavoni affrontati.

### Interno
L'interno della chiesa è a tre navate coperte da volta a crociera. Conclude la navata centrale l'abside quadrata su cui si affacciano due cantorie. Originariamente l'abside era chiusa da un'iconostasi lignea di Fedro Guerrieri costituita da un architrave sorretto da colonnine tortili. Sull'altare ligneo si trovava la pala San Lorenzo con Madonna e bambino di Giorgio Soldaticz.